# Пара-Аминосалициловая кислота
пара-Аминосалициловая кислота, ПАСК (para-aminosalicylic acid, PAS) — противотуберкулёзный препарат второго ряда.

## Фармакологические свойства
Кислота пара-аминосалициловая (ПАСК) в форме натриевой соли — туберкулостатическое средство. Конкурирует с пара-аминобензойной кислотой (ПАБК) и ингибирует синтез фолата микобактериями туберкулёза.
Хорошо абсорбируется после приема внутрь. В спинномозговую жидкость проникает при воспалении мозговых оболочек. Легко проникает через гистогематические барьеры и распределяется в тканях организма. При внутривенном введении почти мгновенно проникает в органы и ткани, создавая в них высокие концентрации. Метаболизируется преимущественно в печени через 30—60 мин после введения, где происходит её ацетилирование и соединение с глицином. За сутки с мочой выводится 90—100 % введённой дозы. Общий клиренс зависит как от скорости метаболизма, так и от почечной экскреции.

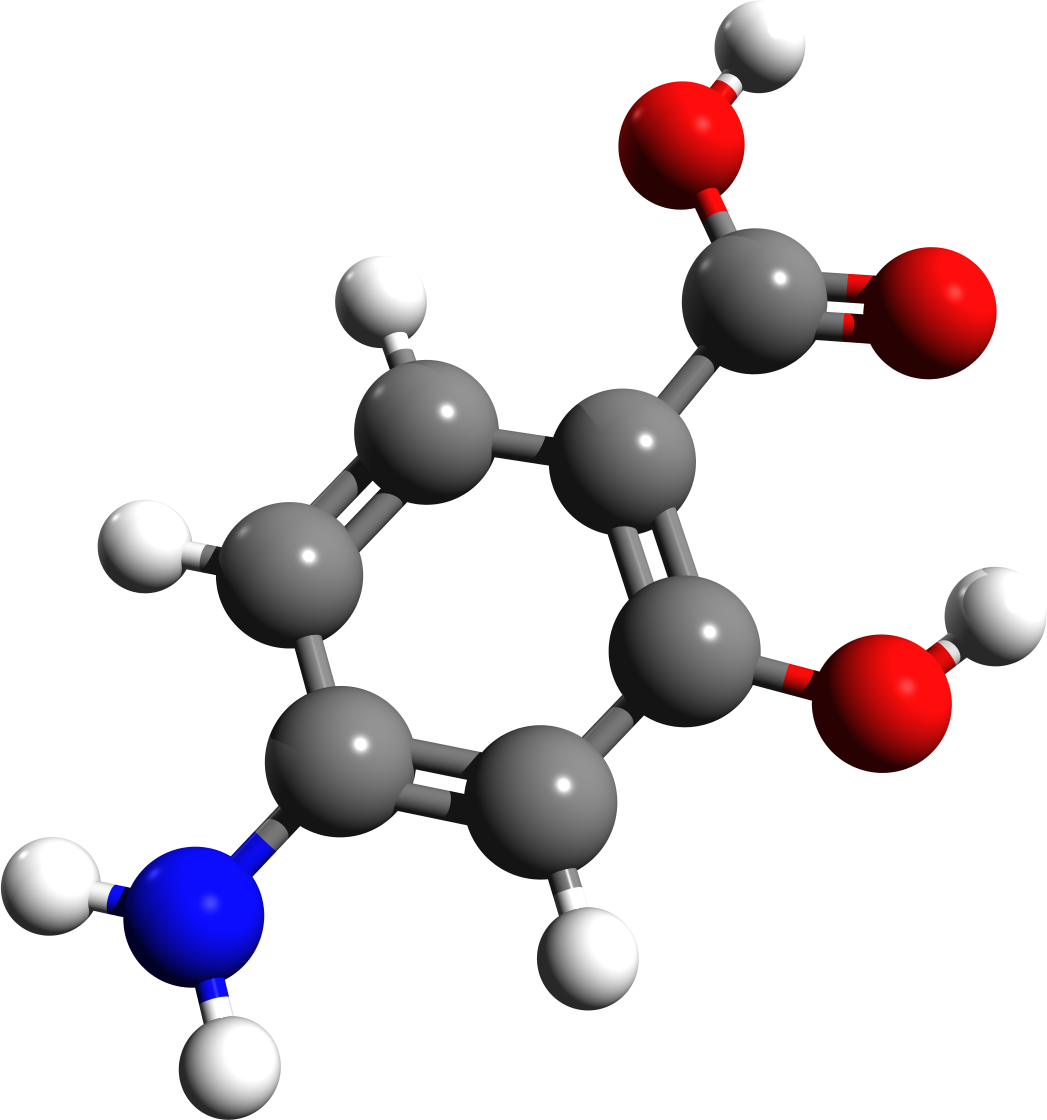